# Вольфарт, Франц (футболист)
Франц Бе́рнхард Во́льфарт (нем. Franz Bernhard Wohlfahrt; род. 1 июля 1964, Санкт-Файт-ан-дер-Глан, Каринтия) — австрийский футболист, выступавший на позиции вратаря.
Наиболее известен как игрок австрийского клуба «Аустрия» (Вена), а также сборной Австрии.

## Карьера игрока

### Клубная карьера
Вольфарт начал заниматься футболом в восемь лет с клубом из родного города «Санкт-Файт».
В профессиональном футболе дебютировал в 1981 году в составе «Аустрии» (Вена), в которой провёл пятнадцать сезонов, приняв участие в 351 матче чемпионата. Большинство времени, проведённого в составе венской «Аустрии», был основным голкипером команды. За это время шесть раз завоёвывал титул чемпиона Австрии и пять раз становился обладателем кубка.
27 сентября 1989 года в заголовки спортивных изданий попала фамилия Вольфарта, когда он был сбит и ранен бруском, брошенным болельщиком «Аякса» перед выездным матчем Кубка УЕФА. «Аякс» впоследствии был отстранён от еврокубков сроком на год.
Своей игрой он привлёк внимание представителей тренерского штаба «Штутгарта», к которому присоединился в 1996 году. Играл за немецкий клуб следующие четыре сезона своей карьеры. Играя в составе «Штутгарта», также в основном выходил на поле в первом составе команды. За это время он добавил к списку своих трофеев титул обладателя кубка Германии, становился обладателем Кубка Интертото и финалистом Кубка кубков (поражение от «Челси» с минимальным счётом в сезоне 1997/98).
Завершил профессиональную игровую карьеру в «Аустрии» (Вена), в которую вернулся летом 2000 года и защищал её цвета до прекращения выступлений на профессиональном уровне в 2002 году. В сезоне 2003/04 играл за любительский клуб «Унтерсиебенбрунн». В 2007 году в 43 года сыграл несколько матчей за «Хирм».

### Выступления за сборную
Привлекался в состав молодёжной сборной Австрии, в составе которой участвовал в молодёжном чемпионате мира 1983 года в Мексике, Австрия заняла последнее место в группе, не забив ни одного гола..
18 августа 1987 дебютировал в официальных матчах в составе сборной Австрии в товарищеской игре против сборной Швейцарии, она завершилась со счётом 2:2. В составе сборной был участником чемпионата мира 1998 года во Франции, однако, будучи дублёром Михаэля Конзеля, на поле не выходил. 27 марта 1999 года в матче с Испанией на «Месталье» Вольфарт пропустил девять голов, а его команда не забила ни одного. Его последний матч за сборную состоялся в ноябре 2001 года в рамках отбора на чемпионат мира по футболу 2002 против Турции, Австрия была разгромлена со счётом 5:0.
В течение карьеры в национальной команде, которая длилась 15 лет, провёл в форме главной команды страны 59 матчей.

## Тренерская карьера
В июле 2006 года Вольфарт начал тренерскую карьеру, подготавливая вратарей в «Швадорфе», «Адмира Ваккер» и национальной сборной. В 2008 году он получил первый опыт работы главным тренером, с «Баденом».
Вольфарт был тренером вратарей сборной Австрии. 9 января 2015 года было объявлено, что он станет новым спортивным директором венской «Аустрии», занимал должность до 12 июня 2018 года. 8 марта 2019 года Вольфарт был назначен спортивным директором «Оберварта». 11 августа 2020 года Вольфарт был представлен в качестве нового спортивного директора «Адмира Ваккер». После окончания сезона 2020/21 он покинул клуб.